# Tréogat
Tréogat é uma comuna francesa na região administrativa da Bretanha, no departamento Finisterra. Estende-se por uma área de 9,77 km². Em 2010 a comuna tinha 591 habitantes (densidade: 60,5 hab./km²).